# Jean-François de Durat
 Jean-François de Durat, comte de Durat, seigneur de Vauchaussade, né au château de Vauchassade le 3 octobre 1736 et mort le 31 janvier 1830, est un officier supérieur français des XVIIIe et XIXe siècles.

## Biographie
Nommé colonel en second du régiment de Cambrésis en 1778, il se distingue dans plusieurs batailles, participe à la guerre d'indépendance des États-Unis, participant aux principales batailles comme Yorktown. Il est nommé Major Général des troupes de débarquement. Il est ensuite nommé gouverneur général de la Grenade par l'amiral d'Estaing à la suite de la prise de la Grenade en 1779, poste auquel il est confirmé par le Roi. Il rétablit les lois françaises à la suite de la reprise de l'île aux Britanniques (Arrêt du Conseil du Roi du 12 décembre 1779). Il est promu Maréchal de camp en 1788 et fait chevalier de Saint-Louis.
En 1790, le comte de Durat est élu premier président du conseil chargé d'administrer le département de la Creuse, créé par le décret du 22 janvier 1790.
En 1800, le 20 juillet, il est élu premier président du Conseil général de la Creuse.
À l'occasion du 230e anniversaire de la création de la Creuse, Jacqueline Gourault, ministre de la Cohésion des Territoires et des relations avec les Collectivités territoriales et Valérie Simonet, présidente du Conseil départemental, sont venus le 3 octobre 2020, sur le lieu de sa naissance à Vauchaussade (Le Compas) et déposer un plaque sur sa tombe, au cimetière de Bussière-Nouvelle.